# Бонд, Эрни
Джеймс Эрнест Бонд (англ. James Ernest Bond; 4 мая 1929), также известный как Эрни Бонд (англ. Ernie Bond) — английский футболист, левый крайний нападающий.

## Футбольная карьера
Уроженец Престона, графство Ланкашир, Бонд начал футбольную карьеру в молодёжной команде местного клуба «Престон Норт Энд». В дальнейшем играл за любительскую команду «Лейленд Моторс». В декабре 1950 года он стал игроком «Манчестер Юнайтед». В основном составе «Юнайтед» дебютировал 18 августа 1951 года в первом матче сезона 1951/52 против «Вест Бромвич Альбион» на стадионе «Хоторнс»; игра завершилась вничью со счётом 3:3. 13 октября 1951 года забил свой первый гол за «Юнайтед» в матче против «Астон Виллы» на «Вилла Парк». Всего в сезоне 1951/52 провёл за команду 20 матчей и забил 4 мяча и помог «Манчестер Юнайтед» завоевать чемпионский титул.
Сезон 1952/53 начал в составе «Манчестер Юнайтед», но уже в сентябре 1952 года был продан в клуб Третьего северного дивизиона «Карлайл Юнайтед» за 5000 фунтов. Провёл в команде семь сезонов, забив 27 мячей в 206 матчах.
В 1959 году покинул «Карлайл Юнайтед», став игроком шотландского клуба «Куин оф зе Саут». В дальнейшем также играл за шотландский клуб «Кауденбит».

## Статистика выступлений
| Клуб              | Сезон            | Лига | Лига | Кубок | Кубок | Итого | Итого |
| Клуб              | Сезон            | Игры | Голы | Игры  | Голы  | Игры  | Голы  |
| ----------------- | ---------------- | ---- | ---- | ----- | ----- | ----- | ----- |
| Манчестер Юнайтед | 1951/52          | 19   | 4    | 1     | 0     | 20    | 4     |
| Манчестер Юнайтед | 1952/53          | 1    | 0    | 0     | 0     | 1     | 0     |
| Манчестер Юнайтед | Итого            | 20   | 4    | 1     | 0     | 21    | 4     |
| Карлайл Юнайтед   | 1952/53          | 28   | 2    | 1     | 0     | 29    | 2     |
| Карлайл Юнайтед   | 1953/54          | 35   | 4    | 1     | 0     | 36    | 4     |
| Карлайл Юнайтед   | 1954/55          | 29   | 3    | 3     | 1     | 32    | 4     |
| Карлайл Юнайтед   | 1955/56          | 27   | 4    | 2     | 0     | 29    | 4     |
| Карлайл Юнайтед   | 1956/57          | 33   | 5    | 4     | 0     | 37    | 5     |
| Карлайл Юнайтед   | 1957/58          | 31   | 4    | 3     | 2     | 34    | 6     |
| Карлайл Юнайтед   | 1958/59          | 9    | 2    | 0     | 0     | 9     | 2     |
| Карлайл Юнайтед   | Итого            | 192  | 24   | 14    | 3     | 206   | 27    |
| Всего за карьеру  | Всего за карьеру | 212  | 28   | 15    | 3     | 227   | 31    |

## Достижения
Манчестер Юнайтед
- Чемпион Первого дивизиона: 1951/52